# Paranoia: A True Story
| Recensione | Giudizio |
| ---------- | -------- |
| Pitchfork  | [ 2 ]    |
| XXL        | [ 3 ]    |

Paranoia: A True Story è il primo mixtape commerciale del rapper statunitense Dave East, pubblicato nel 2017 da Def Jam e Mass Appeal.

## Descrizione
Paranoia è definito come un preludio all'album in studio d'esordio. Gli ospiti sono il produttore esecutivo Nas, Chris Brown, Wiz Khalifa, Jeezy e French Montana.
Dopo anni di pubblicazione di mixtape, East inizia a ottenere una certa popolarità nel circuito hip hop newyorkese. Paranoia: A True Story unisce brani superficiali ad altri più impegnati e quelli più underground ad altri più commerciali, rendendolo un prodotto «sconnesso» e che «lascia Dave East in uno stato di torpore causato dal successo». In Maneuever omaggia nuovamente Nas, mentre gli interludi del disco sono criticati.

## Tracce
1. Paranoia (featuring Jeezy) – 3:06 (David Brewster, Gary Fountaine, Jay Jenkins) – Nonstop Da Hitman
2. The Hated (skit) – 3:52 (Demetrius Daniels, Errol Brewster, Darryl Kornegay)
3. The Hated (featuring Nas) – 4:27 (Brewster, Joe Cruz) – Joe Joe Beats
4. Phone Jumpin (featuring Wiz Khalifa) – 4:07 (Brewster, Bryan Johnson, Cameron Thomaz, Bernard Hermann) – Reazy Renegade
5. Jazzy (Interlude) – 1:38 (Daniel Garcia, Francis Ubiera, Jazmine Pena) – Buda & Grandz
6. Perfect (featuring Chris Brown) – 5:16 (Christopher Brown, Brewster, Antwan Thompson, Rashad Johnson, Aaron Rogers) – Amadeus, The Breed
7. Found a Way – 3:53 (Brewster, Alex Petit) – CashMoneyAP
8. Maneuver (featuring French Montana) – 3:29 (Brewster, Rory William Quigley, Karim Kharbouch, Nasir Jones, Peter Phillips) – Harry Fraud
9. Pop's Crazy (skit) – 0:53 (Brewster, David Brewster Sr.)
10. My Dirty Little Secret – 3:33 (Brewster, Garcia, Saul Sanchez, Cruz, Ubiera) – Joe Joe Beats, Buda & Grandz (co-prod.), DaSanchize (prod. agg.)
11. Kairi Speaks (skit) – 1:14 (Brewster, Kairi Brewster)
12. Wanna Be Me – 3:34 (Brewster, Cruz) – Joe Joe Beats
13. Have You Ever – 3:33 (Brewster, Garcia, Ubiera, Sanchez, Cruz) – Joe Joe Beats, Buda & Grandz (co-prod.), DaSanchize (prod. agg.)

## Classifiche settimanali
| Classifica (2017)         | Posizione massima |
| ------------------------- | ----------------- |
| Canada                    | 63                |
| Stati Uniti               | 9                 |
| US Digital Albums         | 2                 |
| US Top Rap Albums         | 4                 |
| US Top R&B/Hip-Hop Albums | 5                 |